# スパイシーソフト
スパイシーソフト株式会社（英: Spicysoft Corporation）は、東京都新宿区に本社を置き、インターネットにおけるアプリの投稿共有サイトの企画・運営ならびに個人クリエータのプロデュースを行う日本の企業である。また、モバイルカジュアルゲームのチャリ走、糸通し等のゲーム配信事業も手掛けている。
InDesignプラグイン等、ドキュメント処理ソフトを開発販売する有限会社スパイシーソフト（東京都大田区）とは関連がない。

## 沿革
- 1999年11月30日 - 新宿区で創業。
- 2001年1月 - 携帯アプリ流通事業「アプリ★ゲット」開始
- 2014年1月 - 千代田区から新宿区西新宿へ再移転

## 「MoguraVR」商標登録問題
2017年11月13日、ニュースサイトMogura VRを運営するMoguraは、スパイシーソフトが保有する「MoguraVR」の商標権に対する無効審判請求が、2017年10月30日付で特許庁に受理されたことを明らかにした。
Mogura VRの編集長を務める久保田瞬は2017年9月ごろに関係者からの問い合わせでスパイシーソフトによる商標登録を知り、事前・事後の報告は一切なかったとしている。
一方、スパイシーソフトはねとらぼからの問い合わせに対し、「Moguraは商標掲載公報に掲載されてから2か月以内に可能であるはずの登録異議申立をしなかったため、商標登録を不正とするのは難しい主張である」とコメントしている。無効2017-890072（登録第5962660号商標の商標登録無効審判事件）の審判請求は成り立たないものとして棄却されている（審決日平成30年7月2日）。

## 主な運営サイト
- アプリ★ゲット - スマホゲームの紹介＆レビューサイト
- チャリ走 - スマホ、3DSおよび携帯電話向けのラン＆ジャンプゲーム

## 参照
1. ↑  スパイシーソフト国税庁法人番号公表サイト
2. ↑  “【お知らせ】スパイシーソフト社保有の商標「Mogura VR」への無効審査請求の提出について”.   Mogura (2017年11月13日). 2017年11月15日閲覧。
3. 1 2  “「アプリ★ゲット」のスパイシーソフト、競合メディア「MoguraVR」の商標取得していた　露骨な“競合つぶし”ではとの声も”. ねとらぼ.   ITmedia (2017年11月15日). 2017年11月15日閲覧。
4. ↑  “無効の審決｜無効2017-890072”. 商標審決データベース (2018年10月26日). 2020年7月7日閲覧。

## 外部サイト
- スパイシーソフト株式会社

| スタブアイコン | サブスタブ | この項目は、まだ閲覧者の調べものの参照としては役立たない、コンピュータゲームに関連した書きかけの項目です。この項目を加筆・訂正などしてくださる協力者を求めています（P:コンピュータゲーム/PJ:コンピュータゲーム）。 |